# یواس‌اس اهوسکی (وای‌تی‌بی-۸۰۴)
یواس‌اس اهوسکی (وای‌تی‌بی-۸۰۴) (به انگلیسی: USS Ahoskie (YTB-804)) یک کشتی بود که طول آن ۱۰۹ فوت (۳۳ متر) بود. این کشتی در سال ۱۹۷۰ ساخته شد.